# Фраат IV од Партије
Фраат IV (грч. Φραάτης, пар. 𐭐𐭓𐭇𐭕 Frahāt; пре 60 — 2. п. н. е.) је био шаханшах Партије од 38. п. н. е. до 2. п. н. е. Владавину су му обележили сукоби са Римом у склопу Антонијевог партског рата и тензије око Јерменије, које су на крају резултирале склапањем дугорочног мира.

## Порекло и долазак на власт
Фраат је био син партског краља Орода II и једне од његових бројних конкубина. После погибије његовог старијег полубрата Пакора у бици против Римљана код Гиндара 38. п. н. е. отворило се питање избора новог наследника у Партском царству. У новонастали проблем се активно укључила Фраатова мајка, која је поред бројних других конкубина успела да наметне свог сина Ороду, који је, како Јустин наводи, био психички оболео. Син је убрзо убио оца и његову прву супругу Лаодику у Рају и затим заузео партски престо. Потом је наредио погубљење тридесеторице своје браће да му не би угрозили власт. Јустин и наводи и да је Фраат, пошто је открио да га је племство почело мрзети због његових сталних варварстава, наредио и погубљење свог већ стасалог најстаријег сина да му нико не би могао угрозити власт. Бројни партски племићи су побегли да их не би задесило исто.

## Рат са Антонијем

### Антонијево напредовање
У међувремену, рат са Римом који је почео за време Орода II наставио се. Римљани су потискивали Парћане. Године 38. п. н. е. Марко Антоније је опсео Самосату, али је упао у заседу, чије веће последице је успела да спречи помоћ јудејског краља Ирода, који је спасао Римљанима опрему и намирнице. Уследило је потискивање партског утицаја из Јудеје, где је уз Антонијеву помоћ после велике борбе Ирод освојио Јерусалим 37. п. н. е. и погубио пропартског владара Антигона II Хасмонејца. Споразумом у Таренту исте године Антоније је свог колеге тријумвира Октавијана добио две легије за рат против Парћана.
У страху од Фраата, моћни партски племић Монес је побегао Антонију и даровао му три сиријска града: Ларису, Аретусу и Хијераполис. Али, кад је Фраат пружио Монесу руку помирења, Антоније га је пустио да оде да би заварао Фраата мирољубивим намерама, тражећи само римске бојне знаке и враћање још увек живих римских војника заробљених 53. п. н. е. у бици код Каре. Сам Антоније је, међутим, напредовао кроз Јерменију, где је извршио смотру војске, која је са све савезницима бројала око 100.000 људи. Неодморивши војску исцрпљену дугим маршем, нестрпљив Антоније је 36. п. н. е. напао Партију. Ушао је у Атропатену пустошећи је и, како Плутарх наводи, опсео Фраспу, велик град у коме се налазила породица атропатенског краља. У међувремену, Фраат је са великом војском напредовао у помоћ граду. Чувши да се кола са опсадим справама налазе даље од главнине римске војске, шаханшах је послао на њих велики број својих коњаника. У бици која је уследила опсадне справе су заплењене и уништене, по Плутарху погинуло је 10.000 Римљана, а велики број је заробљен, укључујући и понтског краља Полемона.

### Антонијево повлачење
Ово је осетно пољуљало морал римске стране, до те мере да је јерменски краљ Артавазд II, који је до тада био један од главних заговарача рата, са својим трупама напустио поход. Ни сама опсада није добро ишла по нападача, који је покушао да Фраата намами у отворену битку. Антоније је један војни одред наизглед послао да тражи храну, до окршаја је дошло, али је он нанео минималне штете Парћанима, што је само је допринело додатном паду морала римске војске. Међу римским трупама је завладала глад. Међутим, како је долазила јесен време је постајало ненаклоњено Парћанима, чије трупе нису навикле да се боре по хладном времену. Плутарх говори да се зато Фраат послужио следећим лукавством да би сломио римски морал и борбу привео крају. Наиме, тражио је да се Римљанима који су нападали околне крајеве у потрази за храном допусти да понешто и узму, да им Парћани дојахују ближе и говоре им да им се шаханшах диви и прозивају Антонија зато што не жели да склопи мир са њим. Пошто је чуо за ово и био увераван од стране партских гласника да је ово стварно Фраатово мишљење, Антоније је постао склонији на повлачење и још једном захтевао повратак римских бојних знакова, да не би изгледало као да је задовољан само тиме да се спаси и умакне. Фраат је одбио захтев и зајамчио му мир и сигурност чим крене са повлачењем, које је уследило неколико дана касније.
Међутим, Фраат није хтео да допусти мирно повлачење римске војске, упркос споразуму. Већ после два дана повлачења Римљани су упали у заседу партске коњице, која је на крају била потиснута уз не мале обостране губитке. Римска војска била је нападана и узнемиравана и даље, постављене су извиднице и одреди који су бранили остатак војске, али су оне озбиљно страдале већ петог дана; било је најмање 3.000 погинулих и 5.000 рањених. Овај успех доста је утицао на морал Парћана, Плутарх говори да се приповеда да их је било не мање од 40.000 у близини римске војске и да им је Фраат послао и своју гарду у уверењу да је шаље у сигурни успех и пљачку. Сутрадан по победи, Парћани су поново напали римску војску, али су били прилично изненађени жестином њеног отпора и потиснути помоћу формације корњаче. Слични напади понављани су са сличним исходом и наредних дана, уз све веће страдање непријатеља услед глади. Плутарх говори да су Парћани онда поново прибегли старом лукавству уверавајући непријатељске војнике у своју мирољубивост. Убрзо се Митридат, Монесов нећак, придружио римском логору и открио Антонију да му Фраат спрема заседу у долини према којој је био пошао. Римска војска кренула је стога преко планине, а Парћани су, чувши за ово, хитро кренули за њом и сутра ујутру напали њене задње редове. Осим од Фраатове војске, римска војска страдала је и од жеђи. После напада уследило је партско повлачење, али римска војска је била у све већем расулу. Сутрадан је уследио нови напад, који су Римљани зауставили корњачом, пробивши се затим до пијаће воде. Плутарх говори да су Парћани покушали да их поново разувере у своју мирољубивост, али овог пута без икаквог успеха. После шест дана, Римљани су стигли до реке Аракс и, прешавши је, ушли у Јерменију.
Плутарх наводи да су у читавом походу Римљани изгубили најмање 24.000 војника, више од пола од болести, јер их је у Јерменији захватила водена болест и дизентерија. Да су од Фраспе путовали двадесет седам дана и победили у осамнаест битака, које им пак ништа нису донеле. Римске трупе у Јерменији спасла је Клеопатрина пошиљка хране и опреме, а Антоније никад није повратио свој углед у Риму.

### Сукоб са Атропатеном: Пад Јерменије
Одмах после Антонијевог повлачења дошло је до сукоба између Фраата и Артавазда, краља Атропатене, због римског плена. Код атропатенског краља се јавила и сумња и страх да ће му Фраат преотети краљевство. Стога је позвао у помоћ Антонија, обећавајући да ће се рату придружити његовим трупама. Антоније је био заинтересован за поновни поход. Како је за пређањши пораз кривио искључиво јерменског краља, који се прерано повукао иако је имао коњанике обучене за борбу са Парћанима, 34. п. н. е. освојио је Јерменију и заробио краља на превару. Антоније и Артавазд су се затим састали код реке Аракс, али до похода није дошло због избијања грађанског рата између Октавијана и Антонија. Без Антонијеве помоћи, атропатенски краљ је био поражен и заробљен.

## Рат са Тиридатом II
Осим са краљем Атропатене, Фраат је ушао у сукоб и са другим великодостојницима Партије. Јустин говори да је шаханшах после победе над Римљанима постао још дрскији и окрутнији, па је око 30. п. н. е. био збачен с власти и замењен својим рођаком Тиридатом II. Фраат је уточиште нашао код Скита, који су му и помогли да се убрзо поново врати на престо. Пред Скитима Тиридат је са великим бројем својих присталица побегао Римљанима.
После освајања Египта 30. п. н. е. очекивало се да Октавијан крене против Парћана да освети Красов пораз. Међутим, он се преко Сирије и Мале Азије вратио у Рим, оставивши у Сирији четири до пет легија. У страху од Римљана, Фраат је 29. п. н. е. послао изасланике првом човеку Римске републике, који је том приликом обећао да неће пружати подршку Тиридату. Међутим, настојао је да потисне партски утицај из Јерменије, која је за Рим имала стратешки значај као тампон зона према Партском царству. Јавност у Риму била је за рат, позивајући се на Цезаров план да завлада источним делом хеленистичког света, док је Октавијан настојао да питање реши без рата. Уследили су притисци са римске стране. Изгледа да су пружили извесну помоћ Тиридату који је у наредним годинама покушао да се врати на власт као нека врста римског вазала, али без успеха.

## Мир са Римом
Године 23. п. н. е. Август је упутио на исток Агрипу са секундарним проконзуларним империјумом и више легата. Следеће године у Рим су стигли Фраатови изасланици који су тражили да се врати његов роб Тиридат и најмлађи шаханшахов син који је изгледа током Тиридатовог похода био заробљен. Принцепс је први захтев одбио, а други је прихватио под условом да добије натраг римске заробљенике и заставе. Фраат је пристао, али је одуговлачио са извршењем обећања. Године 21. п. н. е. легије из Илирика и Македоније, под вођством Августовог пасторка Тиберија, доведене су у Јерменију да збаце пропартског Артаксију II и доведу његовог проримског брата Тиграна III.
Затим је Август дошао у Сирију, где су се налазиле легије. Када је вест о кретањима Тиберија и Августа стигла до Фраата, он се уплашио инвазије на Партију и решио да испуни дато обећање. Сходно томе, сви заробљеници који су преживели из Красове или Антонијеве војске који су се налазили широм Партије сакупљени су и послати са све заставама Тиберију, који их је проследио Августу. У Риму је то званично протумачено као победа у рату. Принцепсу су опет додељени титула императора и тријумф, на новцу је представљен Фраат на коленима, уз натпис: „Цезар Август пошто је вратио римске заставе”. Подигнута је и тријумфална капија на Форуму поред храма божанског Августа. Враћене заставе су посвећене Марсу Осветнику и пренете у храм Јупитера Феретрија који је Август посветио 2. п. н. е.
У међувремену је Јерменија је претворена у римску клијентску државу. Сановништво Атропатене тражило је од Рима краља и Август је довео на власт Ариобарзана II, сина Фраатовог неријатеља Артавазда. Фраат је морао помирити се са тим и послао у Рим своје синове и једног унука, као залог пријатељства. Мир који је склопљен између Фраата и Августа 20. п. н. е. био је најдугорочнији мир између Партског и Римског царства.

## Утицај Мусе, смрт и наследство
Као залог пријатељства са своје стране, Римљани су Фраату послали за конкубину Мусу. Муса је убрзо постала миљеница шаханшаха до те мере да је била проглашена за богињу. Верује се да је под њеним утицајем партски владар у Рим послао своја четири прворођена сина да би спречио сукоб око наследства његовог и Мусиног сина Фраата. Међу таоцима су били будући шаханшах Вонон, извесни Фраат који се јавља 35. н. е. као узурпатор и Тиридат, узурпатор 35. и 36. године. Године 2. п. н. е. Муса је сковала заверу у којој је Фраат био отрован, а она заједнички заузела власт са сином Фраатом V.

## Галерија
- Сребрна тетрадрахма наследника Фраата IV Фраата V и Мусе искована у Селеукији око 2. н. е. На аверсу је лик сина, а на реверсу мајке.
- Један од Августових новчића кован у част враћања римских војних симбола 20. п. н. е. На аверсу је богиња Феронија, а на реверсу Фраат IV како клечи. Колекција музеја у Берлину.
- Августов денаријус искован у Тарагони 18. п. н. е. поводом склапања мира са Партским царством. На реверсу је приказана тријумфална капија, а изнад ње квадрига и два Парћанина како клече са једне и са друге стране.
- Сребрна драхма Фраата IV из Митридаткерта. На аверсу је шаханшах са орлом који држи венац, а на реверсу седећи стрелац док је око њега компликована титулатура партских владара.
- Тетрадрахма Фраата IV из 35./34. п. н. е. са његовим ликом на аверсу. На реверсу је приказан шаханшах како седи, испред њега је богиња Тиха, а око њих титулатура партских владара.
- Нешто другачија верзија тетрадрахме Фраата IV из 35./34. п. н. е. са његовим ликом на аверсу и заједно са Тихом и титулатуром на реверсу.
- Тетрадрахма Фраата IV са његовим ликом на аверсу. На реверсу је приказан шаханшах како седи, испред њега је богиња Атина, а око њих титулатура партских владара.